# Дворец спорта (Казань)
Дворец спорта (тат. Спорт сарае) — спортивное сооружение в Казани.
До 2005 года был домашней ареной для ХК Ак Барс.

## История
Построен в 1966 году, автор проекта Агишев М. Х. В 1998 году прошла реконструкция. В 2000 году было пристроено здание со 2 катком.

## Тех. характеристики
- 22 тыс. м².
- ледовая площадка со зрительным залом на 3345 мест;
- ледовая площадка с трибунами на 1100 мест;
- 1 спортивный зал ;
- 2 зала хореографии;
- тренажерный зал;
- 17 спортивных раздевалок;
- музей спорта Республики Татарстан;[1]